# Sauvage (album de Michel Rivard)
Pour les articles homonymes, voir Sauvage (homonymie).
Albums de Michel Rivard
De Longueuil à Berlin
(1979) Bonsoir, mon nom est Michel Rivard et voici mon album double
(1985)
Sauvage est le troisième album studio de Michel Rivard sorti en 1983 sur disques Audiogram

## Titres
| No | Titre                           | Durée |
| -- | ------------------------------- | ----- |
| 1. | Le Lion                         |       |
| 2. | Marchand de bonheur             |       |
| 3. | Ma belle amour                  |       |
| 4. | J'ai peur j'ai jeur             |       |
| 5. | La P'tite vie                   |       |
| 6. | Rumeurs sur la ville            |       |
| 7. | Schefferville, le dernier train |       |
| 8. | Une planète qui meurt           |       |
| 9. | Jamais à la mode                |       |

## Personnel
- Michel Rivard, Chant, guitares, piano
- Rick Haworth : Guitares, Lap Steel, Pedal Steel, Mandoline, Chœurs
- Mario Légaré : Basse, Chapman Stick, Chœurs
- Michel Hinton : Claviers, Piano, Accordéon, Synthétiseurs
- Réal Desrosiers : Batterie
- Paul Picard : Percussions
- Katerine Mousseau : Chant sur Jamais A La Mode
- Daniel Jean : Violon, Chœurs
- Estelle Ste-Croix : Chant sur Rumeurs Sur La Ville et 	Une Planète Qui Meurt